# Bever
Bever egy község Svájcban Graubünden kantonban. Lakosainak száma 616 fő (2018. december 31.). Bever Bergün/Bravuogn, La Punt Chamues-ch, Marmorera, Samedan, Sur, Tinizong-Rona és Madulain községekkel határos.

## Népesség
| Lakosok száma | 619  | 598  | 616  |
|               | 2006 | 2017 | 2018 |